# Йосеф Мирманович
Йосеф «Йоселе» Мирманович (івр. יוסף (יוסל'ה) מרימוביץ', 24 липня 1924 — 5 травня 2011) — ізраїльський футболіст, що грав на позиції нападника. По завершенні ігрової кар'єри — тренер.
Виступав за «Маккабі» (Тель-Авів), а також національну збірну Ізраїлю.
П'ятиразовий чемпіон Ізраїлю.

## Клубна кар'єра
У дорослому футболі дебютував 1949 року виступами за команду клубу «Маккабі» (Тель-Авів), кольори якої і захищав протягом усієї своєї кар'єри гравця, що тривала десять років. За цей час п'ять разів виборював титул чемпіона Ізраїлю.

## Виступи за збірну
1949 року дебютував в офіційних матчах у складі національної збірної Ізраїлю. Протягом кар'єри у національній команді, яка тривала 8 років, провів у формі головної команди країни 13 матчів.
У складі збірної був фіналістом кубка Азії 1956 року.

## Кар'єра тренера
Розпочав тренерську кар'єру невдовзі по завершенні кар'єри гравця, 1958 року, очоливши тренерський штаб рідного клубу «Маккабі» (Тель-Авів).
1964 року став головним тренером команди Ізраїль, того ж року керував діями збірної на домашньому для неї кубку Азії, де вона здобула перший і єдиний у своїй історії титул чемпіона Азії.
Згодом протягом 1966–1968 років очолював тренерський штаб «Хапоеля» (Тель-Авів).
Після тривалої перерви у тренерській роботі 1983 року прийняв пропозицію повернутися на тренерський місток збірної Ізраїлю. Остаточно залишив збірну 1986 року.
Останнім місцем тренерської роботи був «Маккабі» (Тель-Авів), головним тренером команди якого Йозеф Мирманович був з 1988 по 1989 рік.
Помер 5 травня 2011 року на 87-му році життя.

## Титули і досягнення

### Як гравця
- Чемпіон Ізраїлю (5):

«Маккабі» (Тель-Авів): 1949-1950, 1951-1952, 1953-1954, 1955-1956, 1957-1958
- Срібний призер Кубка Азії: 1956

### Як тренера
- Чемпіон Ізраїлю (1):

«Маккабі» (Тель-Авів): 1966-1968
- Володар Кубка Ізраїлю (1):

«Маккабі» (Тель-Авів): 1958-1959
- Володар Суперкубка Ізраїлю (2):

«Хапоель» (Тель-Авів): 1966
«Маккабі» (Тель-Авів): 1968
- Володар Кубка азійських чемпіонів (2):

«Хапоель» (Тель-Авів): 1967
«Маккабі» (Тель-Авів): 1969
Збірні
- Володар кубка Азії: 1964